# 安満宮山古墳
安満宮山古墳（あまみややまこふん）は、大阪府高槻市安満御所の町にある古墳。形状は長方形墳。史跡指定はされていない。

## 概要
高槻市の公園墓地内にある古墳で、もともとは安満山古墳群（６世紀後半から７世紀にかけて造られたと考えられる大規模な群集墳）の中の一つの古墳だったが墓地開発の時に他の古墳は破壊されてしまった。墳形は長方形で、規模は東西18メートル、南北21メートルと推定される。埋葬施設はコウヤマキ製の割竹形木棺の直葬。墓地を拡張するために事前に行った発掘調査によって青龍三年の紀年鏡などの副葬品が出土している。青龍三年の紀年鏡の発見により3世紀後半の築造とされている。
現在は一帯は「青龍三年の丘」として復元整備され、一般に公開されている。

## 出土品

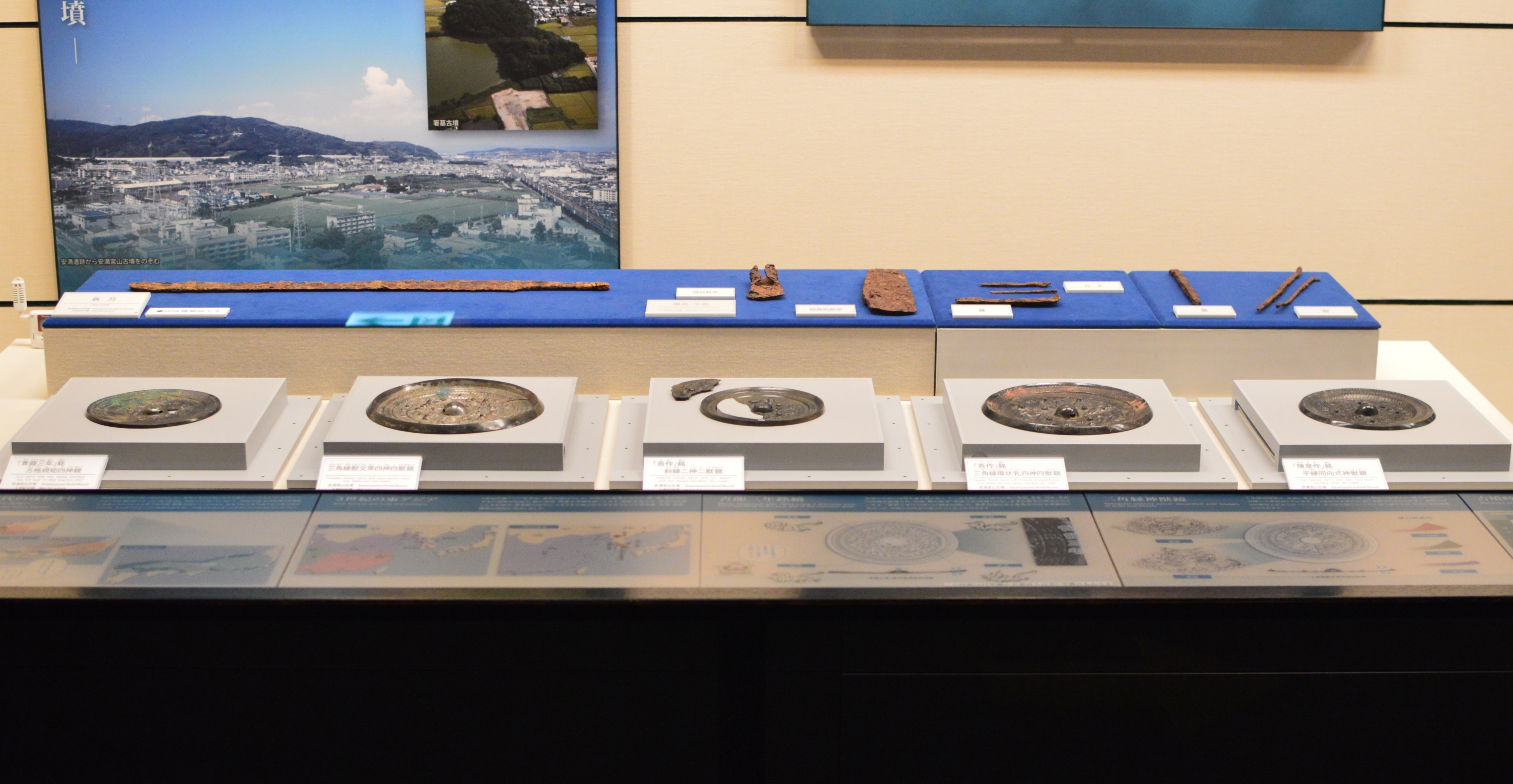
出土品今城塚古代歴史館展示。

- 青銅鏡5面（魏の年号「青龍三年（235年）」銘鏡・三角縁神獣鏡をふくむ）
- ガラス小玉1600個余り
- 鉄製品（鉄刀・鉄斧）

出土品の中に青龍三年の銘鏡及び三角縁神獣鏡が出土したことから、それらの銅鏡が邪馬台国の女王卑弥呼が魏から贈られた「銅鏡百枚」の一部とする説もある。

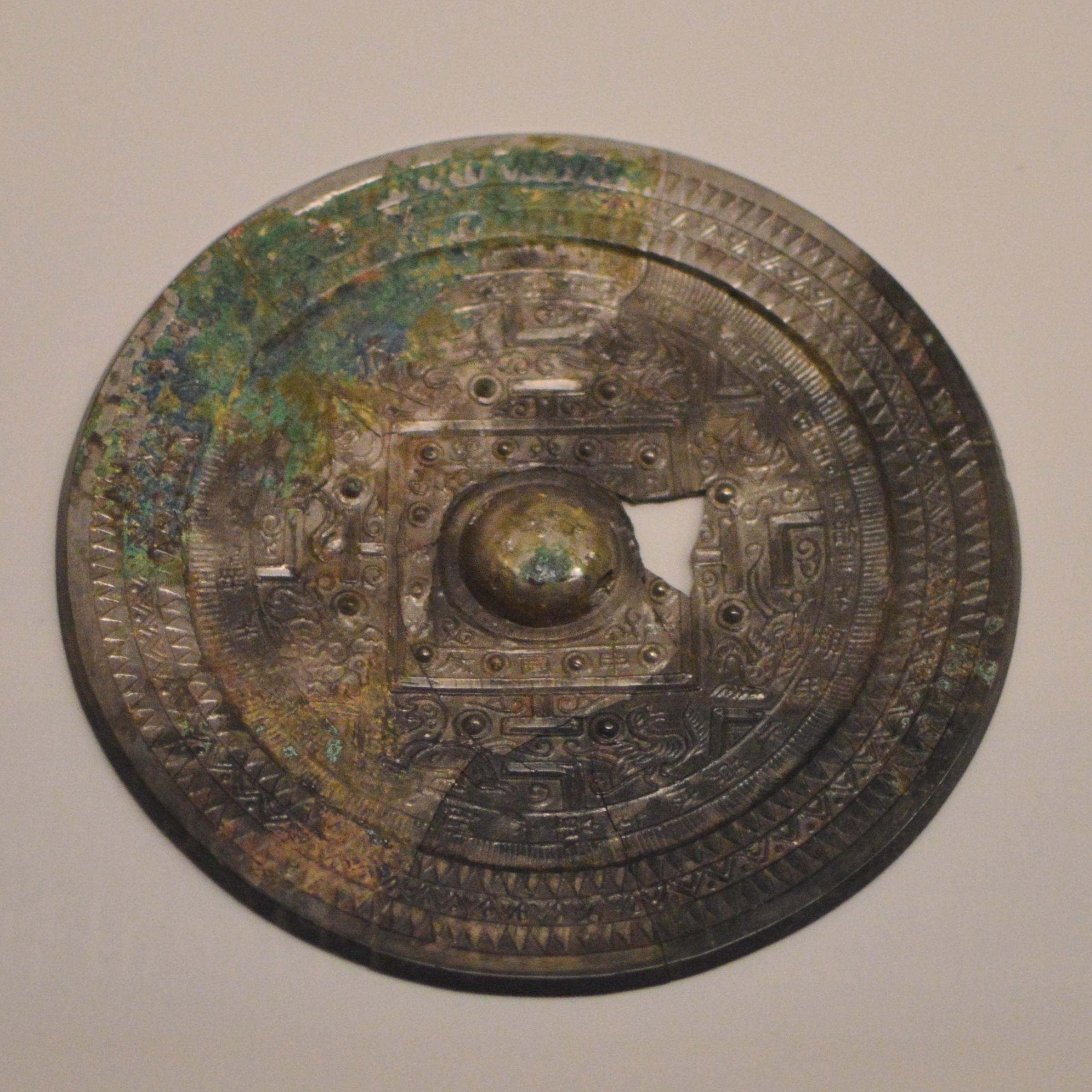
「青龍三年」銘方格規矩四神鏡 今城塚古代歴史館展示。
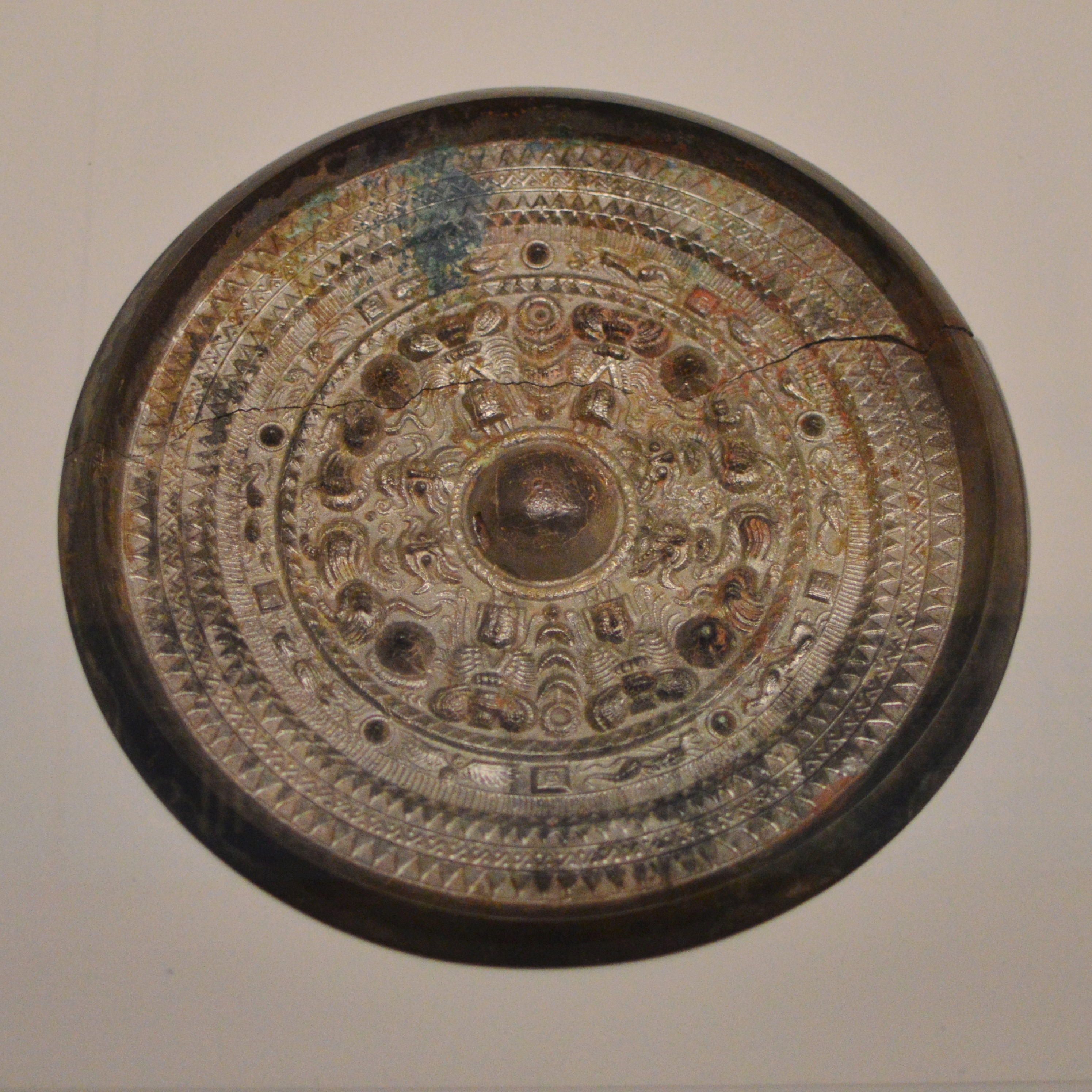
三角縁獣文帯四神四獣鏡 今城塚古代歴史館展示。
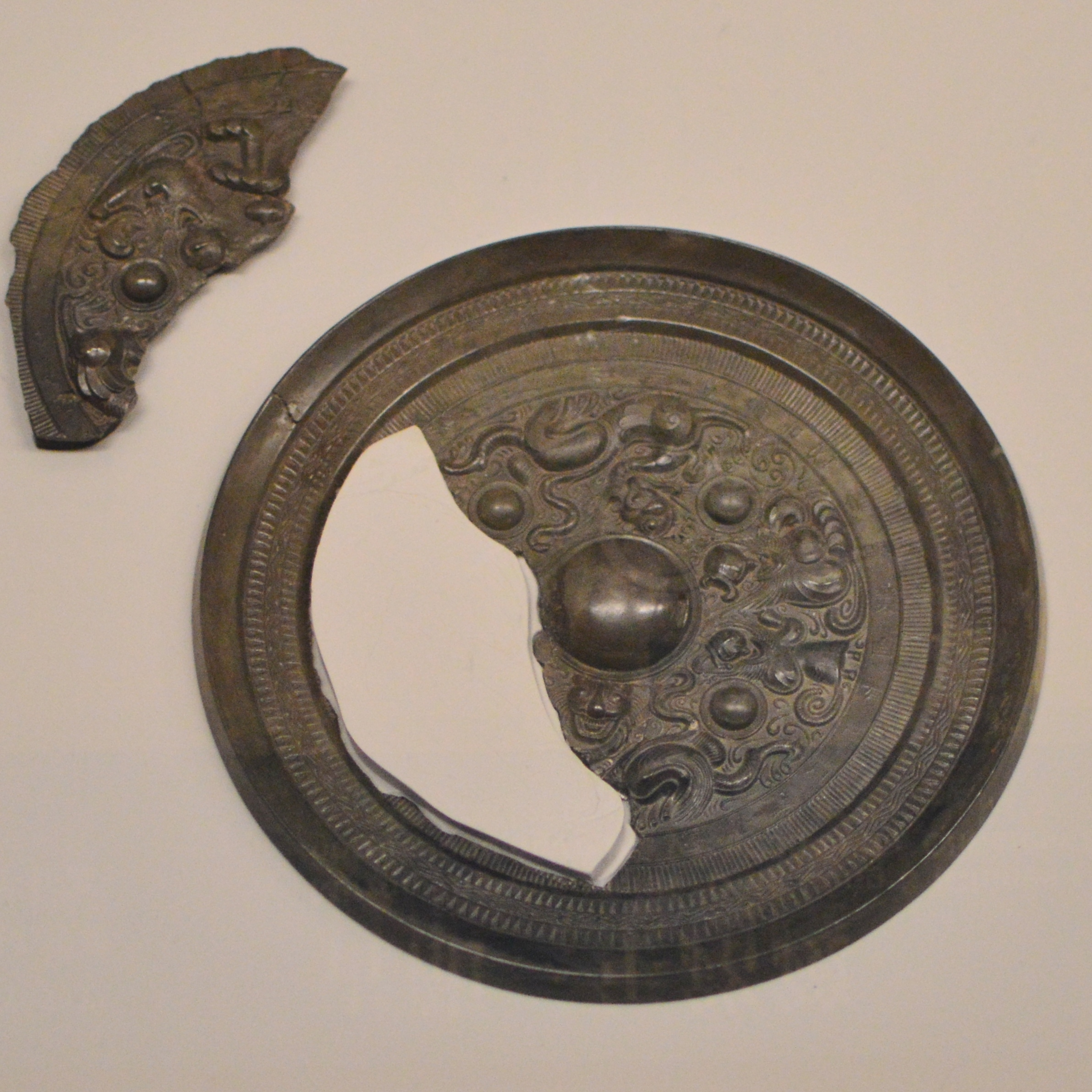
「吾作」銘斜縁二神二獣鏡 今城塚古代歴史館展示。
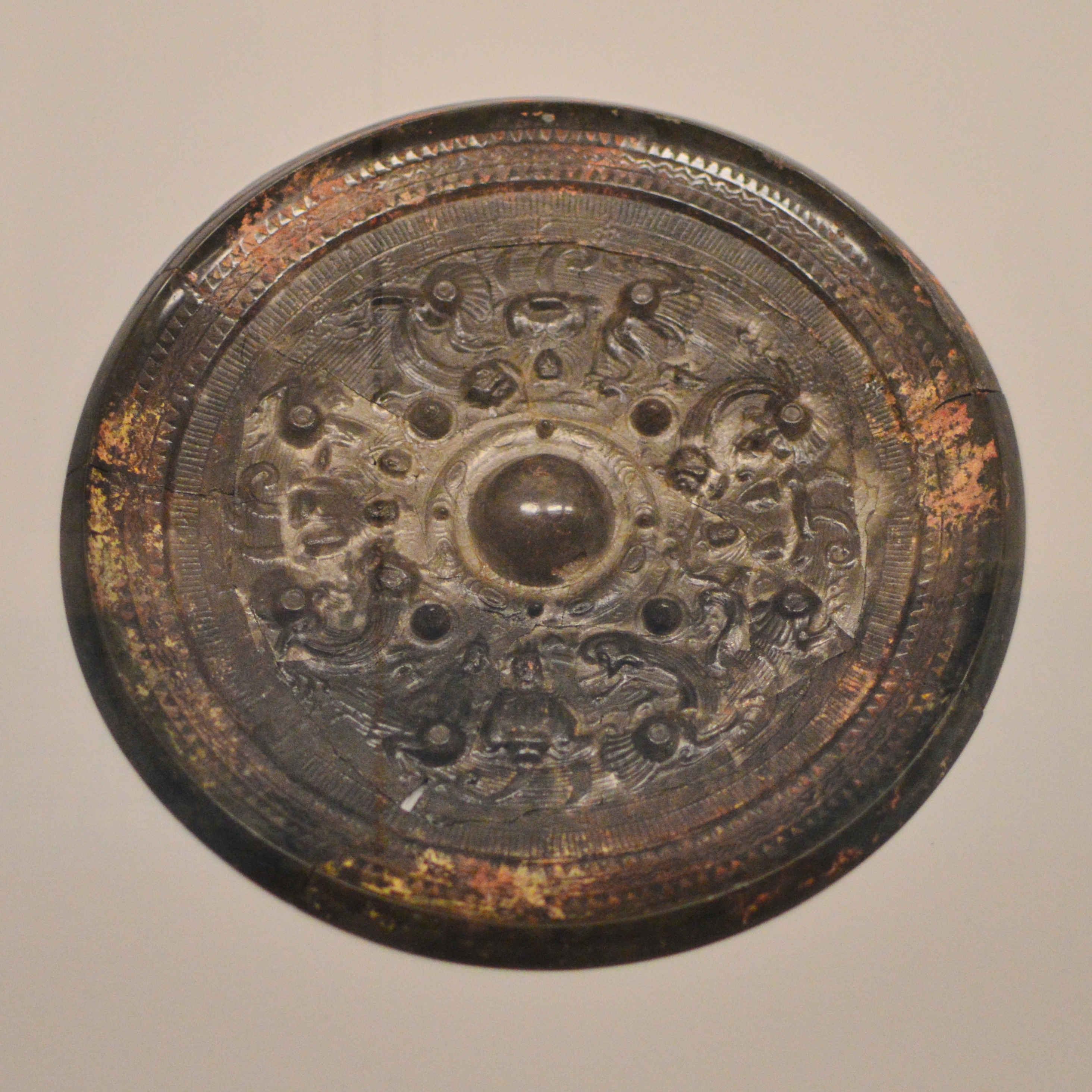
「吾作」銘三角縁環状乳四神四獣鏡 今城塚古代歴史館展示。
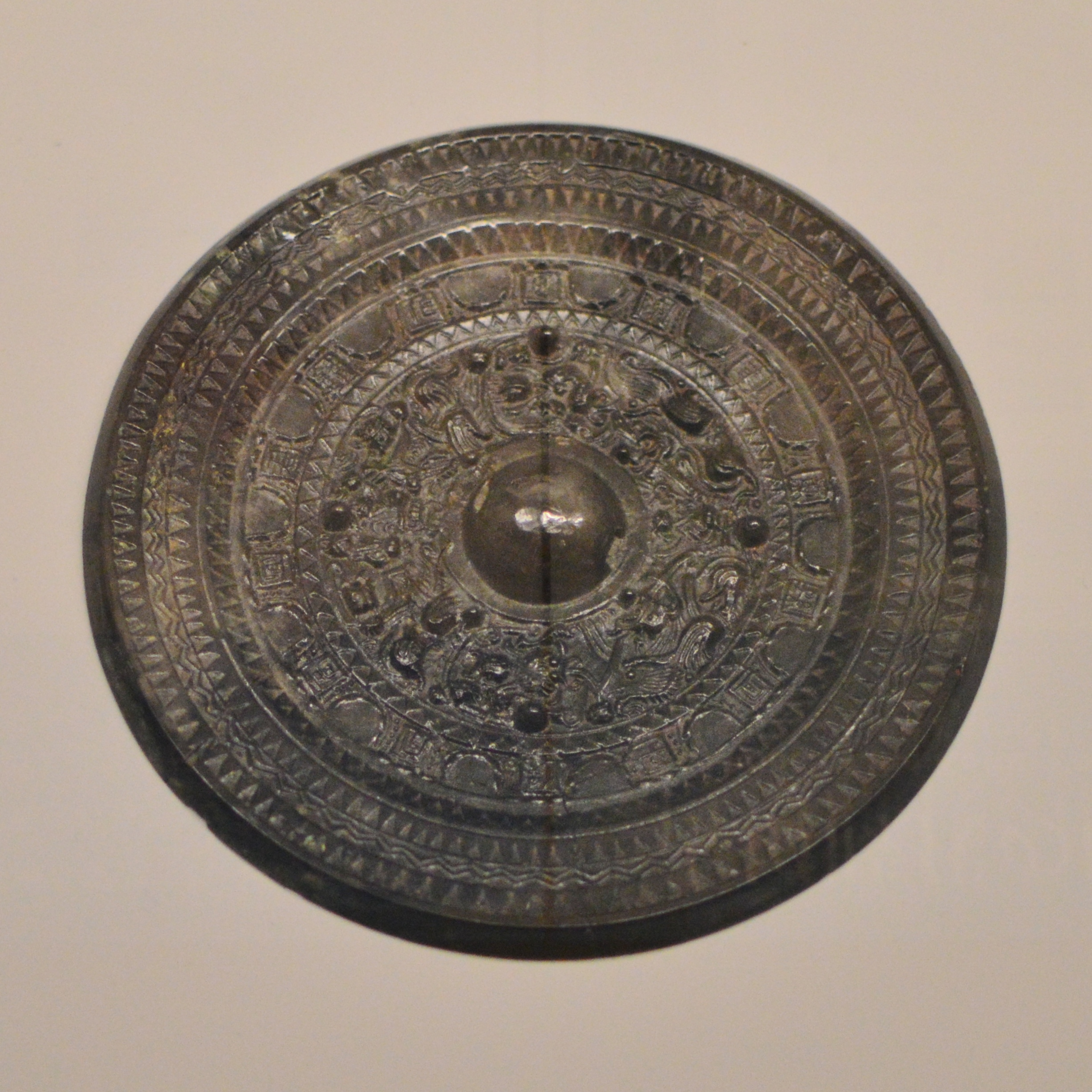
「陳是作」銘平縁同向式神獣鏡 今城塚古代歴史館展示。

## 文化財

### 重要文化財（国指定）
- 大阪府安満宮山古墳出土品 一括（考古資料） - 内訳は以下。平成12年6月27日指定[1]。
  - 銅鏡 5面（1面に青龍三年の銘がある）
  - 鉄製品 9点
  - ガラス小玉 一括
  - 附 苧麻布片 2点

## 交通
JR西日本東海道本線 高槻駅から高槻市営バス上成合行きで、磐手橋下車後公園墓地を登って徒歩25-30分。ただし、お盆・彼岸には市営墓参バスが運転される。